# Eugène de Saxe-Hildburghausen
Frédéric Guillaume Eugène de Saxe-Hildburghausen (allemand : Friedrich Wilhelm Eugen von Sachsen-Hildburghausen, né le 8 octobre 1730 à Hildburghausen et décédé le 4 décembre 1795 à Öhringen, est un prince de Saxe-Hildburghausen.

## Biographie
Eugène est le plus jeune fils du duc Ernest-Frédéric II de Saxe-Hildburghausen et son épouse la comtesse Caroline d'Erbach-Fürstenau (1700-1758). Son parrain est, en plus des autres princes, le prince Eugène de Savoie. Au mariage de son frère Ernest-Frédéric III de Saxe-Hildburghausen avec la seule fille du couple royal danois, Eugène reçoit l'Ordre de l'Union parfaite. Il obtient le grade de lieutenant-général de l'infanterie de l'armée danoise et à Hildburghausen, il est le commandant de l'Artillerie.
En 1765, le prince Eugène fonde la manufacture de porcelaine à Kloster Veilsdorf. Son frère, le duc, donne à l'usine de nombreux privilèges. Cependant, le succès économique est resté faible.
Il est le propriétaire du manoir Weitersroda où il fonde une nouvelle paroisse et construit une nouvelle église et une villa royale. A Hildburghausen, il est le locataire de l'hôtel de la monnaie et le constructeur de la soi-disant Hoheitshaus, l'un des plus beaux bâtiments de la ville. Eugène est un habile mécanicien et armurier.
En 1769, lui et son grand-oncle Joseph et la duchesse Charlotte-Amélie de Hesse-Philippsthal sont nommés commissaires pour le désendettement de la principauté de Saxe-Hildburghausen, par l'Empereur Joseph II. Il détourne des actifs, conduisant à la dispute avec le Prince Joseph. Il a ensuite déménagé en 1770 chez son frère à Öhringen.
Le 13 mars 1778, il épouse sa nièce, la princesse Caroline (1761-1790), fille du duc Ernest-Frédéric III de Saxe-Hildburghausen. Ils n'ont pas d'enfants. Le prince Eugène s'installe avec sa sœur Amalie au Château de Öhringen, où il meurt en 1795.